# Nederlandse Vrouwen Raad
De Nederlandse Vrouwen Raad is een overkoepelend orgaan voor Nederlandse vrouwenorganisaties.

## Geschiedenis

### Oprichting
De Raad werd opgericht als de Nationale Vrouwenraad van Nederland op 29 oktober 1898 naar aanleiding van de Nationale Tentoonstelling van Vrouwenarbeid. Het tentoonstellingsbestuur besloot dat het nuttig zou zijn een Nationale Vrouwenraad op te richten, die het contact tussen Nederlandse vrouwenorganisaties zou verbeteren en ook als aanspreekpunt voor de internationale vrouwenbeweging kon fungeren. Martina Kramers werd gevraagd naar Londen te gaan om daar bij de voorbereidingen van een congres van de Internationale Vrouwenraad inspiratie op te doen. Bij de Tentoonstelling van Vrouwenarbeid deelde ze haar bevindingen en de NVR werd een maand na sluiting van de tentoonstelling opgericht. De eerste voorzitter werd jonkvrouw Mariane van Hogendorp. De doelstellingen van de NVR werden als volgt geformuleerd:
Verbetering van den geestelijken, zedelijken, lichamelijken, maatschappelijken, economischen en rechtstoestand van de Nederlandsche vrouw in het bijzonder en van het Nederlandsche volk in het algemeen.
en als:
De Nationale Vrouwenraad, uitgaande van de mening, dat man en vrouw elkanders werk op elk gebied moeten aanvullen, zullen zij in waarheid het werk van den volkomen mensch tot stand brengen, wenscht de vrouwen van Nederland te organiseren en het werk van allen te vereenigen, teneinde aller streven met bewustheid te richten op de vorming der vrouw tot deze volledige samenwerking.
 De NVR was niet verbonden aan een bepaalde religieuze overtuiging of politieke stroming. Dit betekende dat vrouwenorganisaties die wel vanuit een bepaalde overtuiging waren opgericht geen deel van de NVR konden uitmaken.
Er werd besloten dat principiële besluiten alleen konden worden aangenomen als de leden het er unaniem mee eens waren.
Door de hoeveelheid betrokken leden met uiteenlopende ideeën was het voor de NVR vaak problematisch om tot een besluit te komen, bijvoorbeeld over arbeid door getrouwde vrouwen of vrouwenkiesrecht, waar de raad zich in 1909 voor het eerst voor uitsprak. Oorspronkelijk werd het kiesrecht niet op de vergaderingen besproken, waardoor NVR-lid Aletta Jacobs hier in de pauzes over sprak. De NVR hield zich met veel verschillende onderwerpen bezig, maar tot eind jaren tachtig lag de focus vooral op onderwijs en opvoeding, waarna de aandacht meer naar economische zelfstandigheid verschoof. De aangesloten organisaties hadden ten minste twee vrouwen in het bestuur.

### Fusies en reorganisaties
In 1972 werd een interimstichting opgericht om de Nationale Vrouwenraad samen te voegen met het Nationaal Vrouwen Comité en de Federatie voor Vrouwelijke Vrijwillige Hulpverlening tot de Nederlandse Vrouwen Raad. Minister Marga Klompé zette zich in voor een subsidie waardoor de NVR gereorganiseerd zou kunnen worden. Bijna alle organisaties die lid waren van de Nationale Vrouwenraad sloten zich ook aan bij de Nederlandse Vrouwenraad en in november 1974 werden de statuten van de nieuwe NVR door de leden aangenomen.
Eind jaren '80 drong het toenmalige Ministerie van Welzijn, Volksgezondheid en Cultuur aan op een reorganisatie omdat het ministerie geen subsidie meer wilde verlenen aan koepelorganisaties. Dit leidde ertoe dat de NVR in 1992 werd opgesplitst in het nieuwe Vrouwen Adviesbureau Overheidsbeleid Arachne (opgericht naar aanleiding van de splitsing) en een nieuw ingerichte Nederlandse Vrouwen Raad.
In 2022 heeft de NVR 50 lidorganisaties. Ieder jaar wordt een VN vrouwenvertegenwoordiger voor Nederland door de NVR benoemd. De voorzitter was vanaf mei 2017 Nenita La Rose. Vanaf 1 juni 2022 is zij opgevolgd door Astrid van Heumen.